# Киличбай
Киличбай (Каракалп. Qilishbay узб. Qilichboy / Қиличбой) — посёлок городского типа в Амударьинском районе Каракалпакстана, Республики Узбекистан.

Статус посёлка городского типа с 2009 года.